# José de Jesús Ramírez Ruvalcaba
José de Jesús Ramírez Ruvalcaba (* 21. April 1957 in Mexiko-Stadt), auch bekannt unter dem Spitznamen Chucho, ist ein mexikanischer Fußballtrainer und ehemaliger -spieler, der im Mittelfeld agierte.

## Leben

### Spieler
Jesús Ramírez begann seine Profikarriere Mitte der 1970er Jahre bei seinem  Heimatverein Club Universidad Nacional, mit dem er in der Saison 1976/77 die mexikanische Fußballmeisterschaft gewann. Nach einem einjährigen Gastspiel beim Puebla FC (1980/81) kehrte er zu den Pumas zurück, verließ sie aber bereits ein Jahr später wieder und wechselte zum Stadtrivalen Cruz Azul, für den er ebenfalls nur eine Saison (1982/83) tätig war. Anschließend wechselte er für vier Jahre in die benachbarte Ciudad Nezahualcóyotl, wo er bis 1987 beim CD Coyotes Neza unter Vertrag stand, bevor er in die Hauptstadt zurückkehrte und die nächsten drei Jahre für den Club Atlante spielte.
Seine letzte Station als Spieler in der mexikanischen Primera División verbrachte er in der Saison 1991/92 in Diensten des Querétaro Fútbol Club.

### Trainer
Im Jahr 2000 arbeitete „Chucho“ Ramírez als Cheftrainer für seinen Exverein Atlante.
Zwischen 2005 und 2008 betreute er zunächst die Nachwuchsmannschaften der mexikanischen U-17 und U-20 Nationalmannschaft, bevor er zwischen April und Juni 2008 die mexikanische A-Nationalmannschaft in den folgenden Begegnungen betreute:
| Datum      | Gegner      | Ergebnis |
| ---------- | ----------- | -------- |
| 16.04.2008 | China       | 1:0      |
| 04.06.2008 | Argentinien | 1:4      |
| 08.06.2008 | Peru        | 4:0      |
| 15.06.2008 | Belize      | 2:0      |
| 21.06.2008 | Belize      | 7:0      |

Zuletzt war Ramírez zwischen 2009 und 2010 als Cheftrainer des Club América im Einsatz.
Sein bisher größter Erfolg als Trainer war der Gewinn der U-17-Fußball-Weltmeisterschaft 2005.

## Erfolge

### Als Spieler
- Mexikanischer Meister: 1976/77

### Als Trainer
- U-17-Weltmeister: 2005